# 아산 우리은행 우리WON
아산 우리은행 우리원 WPBC(Asan Woori Bank Woori Won Women's Pro Basketball Club)는 대한민국 충청남도 아산시에 있는 농구 선수단이다. 우리은행이 운영하는 여자 프로 농구단이며, 1958년에 창단되었다. 1958년에 대한민국 최초로 창단된 여자 실업 농구단이며, 한국상업은행 여자 농구단이 모태이다. 여자 프로 농구가 출범한 1998년부터 '상업은행 여자 농구단'이란 이름으로 리그에 참가했으며, 한빛은행 한새를 거쳐 2002년 우리은행으로 은행명이 변경되며 팀명도 현재의 이름으로 변경되었다. 연고지는 WKBL이 출범할 때부터 강원도 춘천시에 있다가 2016년 3월 28일 충청남도 아산시로 이전하였다.

## 역사

### 상업은행 여자 농구단 시절
1960년대 상업은행 여자 농구단은 박신자, 김명자, 김추자 등 스타 선수들이 구름 관중을 몰고 다녔다.

### 프로 리그 시절
1998년 여자 프로 리그가 출범한 뒤 우리은행은 2000년대 중반 네 차례나 정상에 올랐다. 그러나 2007년 박명수 감독이 전지훈련 도중 선수를 성추행한 사건이 발생한 이후 팀 성적이 최하위로 급추락했다. 거기에 2011년에는 김광은 감독이 박혜진 선수를 폭행한 사건이 드러나 전격 사임하고 조혜진 코치가 감독 대행을 맡는 등 어려움이 많았다. 이후 2005년부터 2012년까지 신한은행 코치를 역임한 위성우를 신임 감독으로 선임하고, 전주원 코치를 영입하여 새 바람을 일으켰다. 그 해 정규 리그 정상 및 통합 우승을 차지하였다. 게다가 2013 아시아 W-챔피언십 대회도 우승한 것은 보너스.
이후 2018년 현재 6년 연속 통합우승을 이루며, 다시 여자 농구 최고의 구단에 이름을 올리게 되었다.

## 연혁
- 2002년 5월 20일: 은행명 변경으로 팀명 변경 (한빛은행 한새 → 우리은행 한새)
- 2003년 3월 16일: 2003 겨울리그 우승
- 2003년 9월 11일: 2003 여름리그 우승
- 2005년 3월 16일: 2005 겨울리그 우승
- 2006년 3월 8일: 2006 겨울리그 우승
- 2013년 3월 19일 : KDB금융그룹 2012~2013 WKBL 리그 통합 우승, 리그 1위 챔프전 대 용인 삼성생명 블루밍스 3승
- 2013년 4월 7일 : 2013 아시아 W-챔피언십 대회 우승
- 2014년 3월 29일 : 우리은행 2013~2014 WKBL리그 통합 우승 챔프전 대 안산 신한은행 에스버드[14] 3승 1패
- 2015년 3월 27일 : KB국민은행 2014~2015 WKBL 리그 통합 우승, 챔프전 대 청주 KB국민은행 스타즈 3승 1패
- 2016년 3월 20일 : KDB생명 2015~2016 WKBL 리그 통합 우승, 챔프전 대 부천 KEB하나은행 여자 농구단 3승
- 2016년 3월 28일 : 연고지 이전 (강원도 춘천시 → 충청남도 아산시) 및 팀명 변경 (우리은행 한새 → 우리은행 위비)
- 2017년 3월 6일 : 삼성생명 2016-2017 WKBL 정규리그 최고승률 우승(33승 2패, 94.28%)
- 2017년 3월 20일 : 삼성생명 2016~2017 WKBL 리그 통합 우승, 챔프전 대 용인 삼성생명 블루밍스 3승
- 2018년 3월 21일 : 신한은행 2017~2018 WKBL 리그 통합 우승, 챔프전 대 청주 KB국민은행 스타즈 3승
- 2020년 3월 20일 : 하나은행 2019~2020 WKBL 리그 정규시즌 우승
- 2021년 9월 16일 : 팀명 변경 (우리은행 위비 → 우리은행 우리WON)

### 역대 시즌

#### 단일리그
| WKBL 챔피언 | 플레이오프 진출 |

| 시즌                  | 순위 | 승 | 패 | 승률 | 승차 | 플레이오프                                                                           |
| --------------------- | ---- | -- | -- | ---- | ---- | ------------------------------------------------------------------------------------ |
| 춘천 우리은행 한새    |      |    |    |      |      |                                                                                      |
| 2002 여름             | 3    | 9  | 6  | .600 | 1    | 플레이오프 패배 (현대) 2-0                                                           |
| 2003 겨울             | 1    | 14 | 6  | .700 | —    | 플레이오프 승리(신세계) 2-1 챔피언 결정전 승리(삼성생명) 3–1                         |
| 2003 여름             | 3    | 12 | 8  | .600 | 4    | 플레이오프 승리(신세계) 2-0 챔피언 결정전 승리(삼성생명) 3–1                         |
| 2004 겨울             | 4    | 10 | 10 | .500 | 4    | 플레이오프 패배 (삼성생명) 2–0                                                       |
| 2005 겨울             | 1    | 13 | 7  | .650 | —    | 플레이오프 승리(KB) 2–1 챔피언 결정전 승리(삼성생명) 3–1                             |
| 2005 여름             | 1    | 15 | 5  | .750 | —    | 플레이오프 승리(삼성생명) 2–1 챔피언 결정전 패배 3-0                                 |
| 2006 겨울             | 1    | 15 | 5  | .750 | —    | 플레이오프 승리 (금호생명) 2–0 챔피언 결정전 승리 (신한은행) 3–1                     |
| 2006 여름             | 3    | 8  | 7  | .533 | 2    | 플레이오프 패배 (삼성생명) 2–0                                                       |
| 2007 겨울             | 2    | 14 | 6  | .700 | 3    | 플레이오프 패배 (삼성생명) 2–1                                                       |
| 2007-08               | 5    | 11 | 24 | .314 | 18   | —                                                                                    |
| 2008-09               | 6    | 7  | 33 | .175 | 30   | —                                                                                    |
| 2009-10               | 6    | 9  | 31 | .225 | 21   | —                                                                                    |
| 2010-11               | 6    | 5  | 30 | .143 | 24   | —                                                                                    |
| 2011-12               | 6    | 7  | 33 | .175 | 22   | —                                                                                    |
| 2012-13               | 1    | 24 | 11 | .686 | —    | 챔피언 결정전 승리 (삼성생명) 3–0                                                    |
| 2013-14               | 1    | 25 | 10 | .714 | —    | 챔피언 결정전 승리 (신한은행) 3–1                                                    |
| 2014-15               | 1    | 28 | 7  | .800 | —    | 챔피언 결정전 승리 (KB) 3–1                                                          |
| 2015-16               | 1    | 28 | 7  | .800 | —    | 챔피언 결정전 승리                                                                   |
| 아산 우리은행 위비    |      |    |    |      |      |                                                                                      |
| 2016-17               | 1    | 33 | 2  | .943 | —    | 챔피언 결정전 승리 (삼성생명) 3–0                                                    |
| 2017-18               | 1    | 29 | 6  | .829 | —    | 챔피언 결정전 승리 (KB) 3–0                                                          |
| 2018-19               | 2    | 27 | 8  | .771 | 1    | 플레이오프 패배 (삼성생명) 2–1                                                       |
| 2019-20               | 1    | 21 | 6  | .778 | —    | 미개최                                                                               |
| 2020-21               | 1    | 22 | 8  | .733 | —    | 플레이오프 패배 (삼성생명) 2–1                                                       |
| 아산 우리은행 우리WON |      |    |    |      |      |                                                                                      |
| 2021-22               | 2    | 21 | 9  | .700 | 4    | 플레이오프 승리 (신한은행) 2–0 챔피언 결정전 패배 (KB스타즈) 3–0                     |
| 2022-23               | 1    | 25 | 5  | .833 | 0    | 플레이오프 승리 (신한은행) 2–0 챔피언 결정전 승리 (BNK) 3–0                          |
| 2023-24               | 2    | 23 | 7  | .767 | 4    | bgcolor="#FFCCCC\| 플레이오프 승리 (삼성생명) 3–1 챔피언 결정전 승리 (KB 스타즈) 3–1 |

이순신체육관

## 역대 감독
- 유수종 (1987년 ~ 2000년)
- 박명수 (2000년 ~ 2007년)
- 박건연 (2007년 ~ 2009년)
- 정태균 (2009년 ~ 2011년)
- 김광은 (2011년 ~ 2011년 11월 30일)
- 조혜진(대행) (2011년 11월 30일 ~ 2012년 4월 12일)
- 위성우 (2012년 4월 12일 ~ )

## 수상

### 국내
- WKBL 챔피언 결정전
  - 우승 (10): 2003 겨울, 2003 여름, 2005 겨울, 2006 겨울, 2012-2013, 2013-2014, 2014-2015, 2015-2016, 2016-2017, 2017-2018, 2022-2023, 2023-2024
  - 준우승 (4): 1999 겨울, 2001 겨울, 2005 여름, 2021-2022
- WKBL 퓨처스리그
  - 준우승 (1): 2014

### 국제
- 아시아 W-챔피언십
  - 우승 (1): 2013
- 한일 여자농구 클럽 챔피언십
  - 우승 (1): 2017

## 참고 문헌
- “스포츠지원포털 등록 현황”. 대한체육회.
- “한국여자프로농구 히스토리”. 한국여자농구연맹.